# Championnat du Swaziland de football 1999-2000
Navigation
Édition précédente Édition suivante
La saison 1999-2000 du Championnat du Swaziland de football est la vingt-quatrième édition de la Premier League, le championnat national de première division au Swaziland. Les douze équipes engagées sont regroupées au sein d'une poule unique où elles affrontent deux fois leurs adversaires, à domicile et à l'extérieur. En fin de saison, les deux derniers du classement sont relégués et remplacés par les deux meilleurs clubs de deuxième division.
C'est le club de Mbabane Highlanders qui remporte la compétition cette saison après avoir terminé -invaincu- en tête du classement, avec sept points d'avance sur Green Mamba et quinze sur Mbabane Swallows. C'est le onzième titre de champion du Swaziland de l'histoire du club.
La surprise vient du bas du tableau avec la relégation en deuxième division d'Eleven Men in Flight, champion 1996 et vice-champion 1997.

## Participants
- Mbabane Highlanders
- Denver Sundowns
- Manzini Wanderers
- Royal Leopards
- Mhlume United
- Mhlambanyatsi Rovers
- Young Buffaloes FC - Promu de D2
- Mbabane Swallows
- Gege Happy Stars - Promu de D2
- Eleven Men in Flight
- Green Mamba
- Nkomanzi Sundowns

## Compétition

### Classement
Le classement est établi sur le barème de points suivant : victoire à 3 points, match nul à 1, défaite à 0.
| Rang | Équipe               | Pts | J  | G  | N  | P  | Bp | Bc | Diff |
| ---- | -------------------- | --- | -- | -- | -- | -- | -- | -- | ---- |
| 1    | Mbabane Highlanders  | 52  | 22 | 15 | 7  | 0  | 38 | 12 | +26  |
| 2    | Green Mamba          | 45  | 22 | 12 | 9  | 1  | 36 | 15 | +21  |
| 3    | Mbabane Swallows     | 37  | 22 | 10 | 7  | 5  | 28 | 14 | +14  |
| 4    | Manzini WanderersT   | 36  | 22 | 10 | 6  | 6  | 35 | 21 | +14  |
| 5    | Young Buffaloes FC   | 35  | 22 | 9  | 8  | 5  | 28 | 18 | +10  |
| 6    | Mhlume UnitedC       | 33  | 22 | 9  | 6  | 7  | 32 | 23 | +9   |
| 7    | Mhlambanyatsi Rovers | 29  | 22 | 7  | 8  | 7  | 25 | 21 | +4   |
| 8    | Denver Sundowns      | 27  | 22 | 5  | 12 | 5  | 25 | 24 | +1   |
| 9    | Nkomanzi SundownsP   | 25  | 22 | 6  | 7  | 9  | 28 | 28 | 0    |
| 10   | Royal Leopards       | 21  | 22 | 6  | 3  | 13 | 26 | 29 | -3   |
| 11   | Eleven Men in Flight | 15  | 22 | 3  | 6  | 13 | 17 | 35 | -18  |
| 12   | Gege Happy Stars FCP | 1   | 22 | 0  | 1  | 21 | 12 | 91 | -79  |

|  | Qualification pour la Ligue des champions de la CAF 2001                                  |
|  | Qualification pour la Coupe des Coupes 2001                                               |
|  | Qualification pour la Coupe de la CAF 2001                                                |
|  | Relégation directe en deuxième division                                                   |
|  | T : Tenant du titre C : Vainqueur de la Coupe du Swaziland P : Promu de deuxième division |

## Bilan de la saison
| Championnat du Swaziland de football 1999-2000                        |                                 |
| Champion                                                              | Mbabane Highlanders (11e titre) |
| Coupes et trophées                                                    |                                 |
| Vainqueur de la Coupe du Swaziland 1999-2000                          | Mhlume United                   |
| Qualifications continentales                                          |                                 |
| Ligue des champions de la CAF 2001                                    | Mbabane Highlanders             |
| Coupe des Coupes 2001                                                 | Mhlume United                   |
| Coupe de la CAF 2001                                                  | Green Mamba                     |
| Promotions et relégations                                             |                                 |
| Promus en Premier League                                              | Moneni Pirates FC               |
| Promus en Premier League                                              | Delta Stars FC                  |
| Relégués en Championnat du Swaziland de football de deuxième division | Eleven Men in Flight            |
| Relégués en Championnat du Swaziland de football de deuxième division | Gege Happy Stars FC             |